# Jean-Guillaume Hyde de Neuville

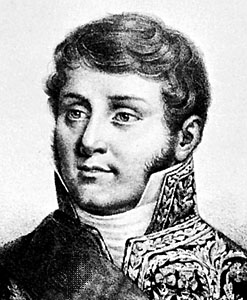

Jean-Guillaume, baron Hyde de Neuville (La Charité-sur-Loire, 24 janvier 1776 – Paris, 28 mai 1857), est un homme politique français, ministre de la Marine, ambassadeur aux États-Unis et député.

## Biographie

### Jeunesse
Né le 24 janvier 1776 à La-Charité-sur-Loire d'un père d'origine écossaise, Jean-Guillaume Hyde de Neuville étudie au collège du Cardinal-Lemoine, à Paris, avant de faire son entrée dans la vie politique à l'âge de seize ans. Il manifeste un grand zèle pour les Bourbons durant la Révolution et l'Empire.
En 1794, il épouse Anne Marguerite Joséphine Henriette Rouillé de Marigny (1779-1849).

### Action durant la Révolution et l'Empire
Membre du club de Clichy, agent du comte d'Artois, il accomplit plusieurs missions en Angleterre, rencontre Pitt et s'expatrie outre-Manche après le 18 fructidor. Sous le Consulat, l'agent des Bourbons regagne la France, rencontre Bonaparte et lui propose de rétablir Louis XVIII sur le trône. Accusé par Fouché d'avoir participé à l'attentat de la rue Saint-Nicaise, Hyde de Neuville parvient à se disculper et quitte la France pour s'établir aux États-Unis.

### Restauration
Rentré en France en 1814 avec les Bourbons, il demande que l'Empereur soit exilé très loin. Il se voit confier par Louis XVIII diverses missions secrètes à Londres, Turin et Florence, avant d'accompagner le roi dans son exil à Gand durant les Cent-Jours.
Député de la Nièvre à la Chambre en 1815, il représente la France aux États-Unis de 1816 à 1821. Réélu dans la Nièvre en 1822, puis en 1824 et en 1827, Hyde de Neuville siège parmi les royalistes constitutionnels avec les proches de Chateaubriand. Il était l'ami de Francesco de Almeida (1786-1870) qui était Conseiller d'Ambassade du Portugal à Paris. À la Chambre, il blâme la guerre d'Espagne et les marchés Ouvrard.
Le 14 juin 1824, le Roi Jean VI du Portugal pour le récompenser de son action en faveur de la couronne du Portugal lui attribua le titre de comte de Bemposta, nom du palais-royal à Lisbonne.
Chevalier de la Légion d’honneur depuis 1815, il est nommé grand-croix de l’ordre le 8 juin 1824.
Ministre de la Marine en 1828 dans le cabinet Martignac, il tente d'améliorer, laissant à « la force des choses » le soin de mettre fin à l'esclavage.
Fidèle à Charles X, il abandonne la politique après 1830. Sous Louis-Philippe Ier, il vit paisiblement au Château de l'Étang, à Ménétréol-sous-Sancerre, où il élève des moutons, investit dans la Société anonyme du chemin de fer de la Loire et s'occupe de philanthropie, mais, en 1837, il prend activement part à la discussion sur le nouveau traité de commerce avec les États-Unis, et écrit plusieurs pamphlets sur le sujet. En 1841, il porte à la Chambre une pétition proposant d'instituer dans chaque canton un pharmacien et un médecin soignant gratuitement les indigents. Invité le 4 avril 1856 par Augustin Louis Cauchy et Charles Lenormant à la 1re réunion qui a jeté les bases de la fondation de L'Œuvre des Écoles d'Orient, plus connue actuellement sous le nom de L’Œuvre d’Orient. Il fut même membre de son 1er Conseil général du 25 avril de la même année.
Il a publié un Éloge historique du Général Moreau (New-York, 1814) et des Observations sur le commerce de la France avec les États-Unis (Paris, 1837). Il est également l'auteur de Mémoires et souvenirs, en 3 volumes parus de 1888 à 1890.
Une partie des papiers personnels de Jean-Guillaume Hyde de Neuville sont conservés aux Archives nationales, sur le site de Pierrefitte-sur-Seine, sous la cote 38AP : Inventaire du fonds 38AP.

## Distinctions
Grand-croix de la Légion d'honneur (décret du 8 juin 1824)
 Ordre d'Isabelle la Catholique (Espagne, 1820).